# Кольоровий кінематограф

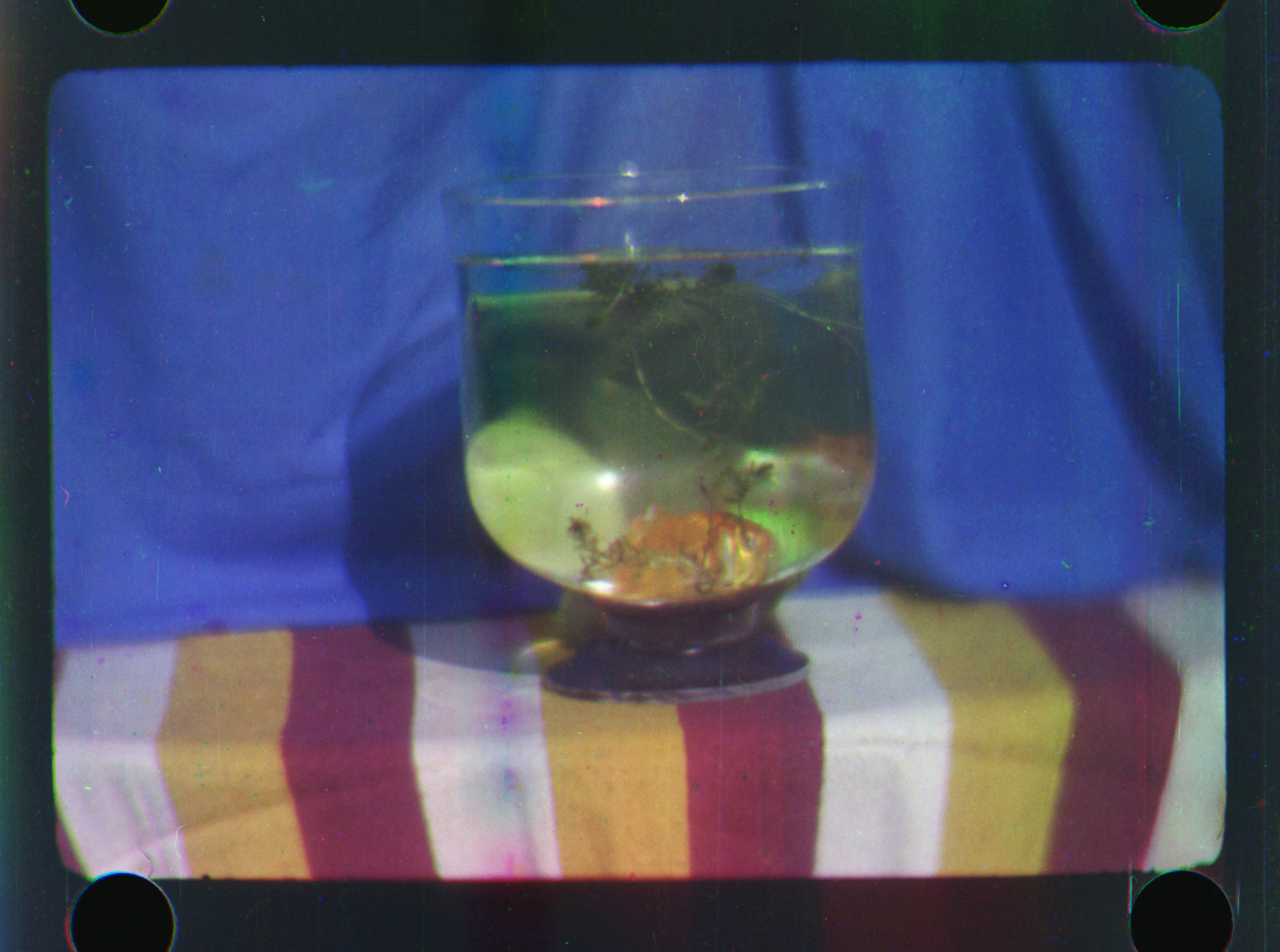
Кадр з пробного фільму, знятого Едвардом Тернером у 1902 році

Кольоровим кінофільмом називається як неекспонована кольорова фотоплівка у форматі, придатному для використання у кінокамері, так і готовий кінофільм, який використовується в проекторі і містить кольорові зображення.
Перша кольорова кінематографія була створена за допомогою адитивної системи кольорів, яку запатентував Едвард Реймонд Тернер у 1899 році та випробувана в 1902 році. Спрощена адитивна система Kinemacolor була успішно комерціалізована в 1909 році. Ці ранні системи використовували чорно-білу плівку для фотографування та проекціювання двох або більше елементів зображень через різноманітні кольорові фільтри.
У 1930-х роках були вперше використаний субтрактивний кольоровий процес. Метод відтворення кольорів, при якому біле світло послідовно проходить через два або більше зображень, кожне з яких пофарбоване в колір, який поглинає (віднімає) область видимого спектру, що пропускається іншими. При використані цього процесу застосовували чорно-білу плівку для зйомок кількох вихідних зображень із кольоровим фільтром, але кінцевим продуктом був багатоколірний друк, який не потребував спеціального проекційного обладнання. До 1932 року, коли було представлено тристрічковий Technicolor, комерціалізовані субтрактивні процеси використовували лише два кольорові компоненти та могли відтворювати лише обмежений діапазон кольорів.
У 1935 році було представлено Kodachrome, а потім Agfacolor у 1936 році. Ці плівки були призначені в основному для аматорських домашніх фільмів. Це були перші плівки типу «суцільної доріжки», покриті трьома шарами різночутливої до кольору емульсії. Саме їх зазвичай мають на увазі, коли використовують словосполучення «кольорова плівка». Кілька кольорових плівок, які ще виготовлялися в 2020-х роках, належали до такого типу. Перші кольорові негативні плівки та відповідні плівки для друку були модифікованими версіями цих плівок. Вони були представлені приблизно в 1940 році, але широко використовуватися для комерційного виробництва кінофільмів почали лише на початку 1950-х років. В США, зазвичай використовували плівку Eastmancolor від компанії Eastman Kodak, але студія або кіновиробник часто замінювали цю назву торгової марки на іншу, наприклад на «WarnerColor».
Кіно стрічка була домінуючою основою для кінематографії до 2010-х років, а потім вона була замінена цифровим форматом кінематографа.

## Огляд
Перші кінофільми знімалися використовуючи просту однорідну фотоемульсію, яка давала чорно-біле зображення, тобто зображення у відтінках сірого кольору у діапазоні від чорного до білого кольорів, відповідно до інтенсивності світла кожної точки об'єкта, який знімали. У такий спосіб було зафіксовано світло, тінь, форму та рух, але не колір.
У кольорових кінофільмах також фіксується інформація про колір світла в кожній точці зображення. Це робиться шляхом аналізу видимості спектру кольорів (зазвичай трьох, які зазвичай називають домінуючими кольорами: червоний, зелений і синій) на декількох областях і запису кожної такої області окремо.
Сучасні кольорові плівки роблять це за допомогою трьох шарів фотографічної емульсії різних кольорів, які нанесені на одну і ту саму частину плівки. Ранні процеси використовували кольорові фільтри для знімання кольорових компонентів, як повністю окремих зображень (наприклад, три стрічки Technicolor) або суміжних мікроскопічних фрагментів зображення (наприклад, Dufaycolor) в одношаровій чорно-білій емульсії.
Кожен знятий кольоровий компонент, спочатку фіксувався, як безбарвний запис інтенсивності світла в частині спектру. Потім він оброблявся для створення прозорого зафарбованого зображення у кольорі, який поєднувався з забарвленням світла, який було записано. Накладені зафарбовані зображення поєднувалися, щоб синтезувати оригінальні кольори методом субтрактивного кольору. У деяких ранніх кольорових процесах (наприклад, Kinemacolor) компонентні зображення залишалися у чорно-білому форматі та проектувалися через кольорові фільтри для синтезу оригінальних кольорів методом адитивного кольору.

## Тонування та ручне фарбування
Найперші відеозаписи були ортохроматичними і записували синє та зелене світло, але не червоне. Для запису усіх трьох спектральних областей необхідно було зробити плівку панхроматичною. Оскільки ортохроматична плівка не дозволяла знімати в кольорі, перші кольорові плівки використовували анілінові барвники для створення штучного кольору. Фільми, розфарбовані вручну, з'явилися в 1895 році разом із намальованим вручну фільмом «Танцем Аннабель» Томаса Едісона.
Багато кінематографістів перші десять років також певною мірою використовували цей метод. Жорж Мельєс пропонував розмальовані вручну свої власні фільми за додаткову плату порівняно з чорно-білими версіями, як наприклад фільм «Подорожі на Місяць» (1902). Двадцять одна жінка в Монтреї розмальовувала різні частини фільму кадр за кадром, методом виробничої лінії.
Перший комерційно успішний процес кольорового трафарету був представлений у 1905 році Сегундо де Чомоном, який працював на Pathé Frères. Pathé Color, перейменована на Pathéchrome у 1929 році, стала однією з найточніших і найнадійніших систем фарбування трафаретів. Він включав оригінальний друк плівки з вирізаними пантографом частинами у відповідних зонах на фарбувальній машині з просоченими барвником оксамитовими валиками. Після виготовлення трафарету для цілої плівки, його поєднували із частиною, яку потрібно було розфарбувати, і пропускали на високій швидкості (60 футів на хвилину) через фарбувальну машину. Процес повторювався для кожного набору трафаретів, що відповідали одному із кольорів, найчастіше загальна кількість складала шість кольорів. До 1910 року на фабриці Pathé у Вінсенні працювало понад 400 жінок, які працювали майстрами трафаретів. Pathéchrome виробляли протягом 1930-х років.
Техніка колорування плівки була більш поширена, вона з'явилася на початку 1910-х років. Ця техніка передбачала процес, під час якого або емульсія, або основа плівки фарбуються, надаючи зображенню однорідний монохроматичний колір. Цей процес був популярний під час німої епохи, коли певні кольори використовувалися для певних наративних ефектів (червоний для сцен з вогнем, синій для ночі тощо).
Існував також інший процес, який називається тонування, при якому частинки срібла в плівці замінювалися на солі металів або протравлюючих барвників. Це створює колірний ефект, у якому темні частини зображення замінюються кольором (наприклад, чорно-білий стає синьо-білим). Колорування і тонування іноді використовувалися разом.
У Сполучених Штатах гравер із Сент-Луїса Макс Гандшігль і оператор Елвін Вікофф створили Кольоровий процес Handschiegl, еквівалент трафаретного процесу з додаванням кольору, який вперше використано у фільмі «Жінка-Жоанна» (1917) режисера Сесіла Б. ДеМіля та використано в сценах спецефектів для фільму «Привид опери» (1925).
У 1929 році компанія Eastman Kodak представила власну систему попередньо відтінених чорно-білих плівок під назвою Sonochrome. Лінійка Sonochrome включала плівки, відтінені в сімнадцять різних кольорів, включаючи Peachblow, Inferno, Candle Flame, Sunshine, Purple Haze, Firelight, Azure, Nocturne, Verdante, Aquagreen, Caprice, Fleur de Lis, Rose Doree та Argent нейтральної щільності, які не давали екрану стати надмірно яскравим під час переходу на чорно-білу сцену.
Колорування й тонування продовжували використовуватись і в епоху звуку. У 1930-х і 1940-х роках деякі західні фільми оброблювалися сепією, щоб створити ефект старих фотографій. Колорування було використано ще в 1951 році у науково-фантастичного фільму Сема Ньюфілда «Втрачений континент» для зелених сцен про загублений світ. Альфред Хічкок використовував форму ручного фарбування для помаранчево-червоного вибуху пістолета на публіці в фільмі «Заворожений» (1945). Sonochrome від Kodak та подібні попередньо тоновані плівки все ще вироблялися до 1970-х років.
У другій половині 20-го століття Норман Макларен, який був одним із піонерів анімаційного кіно, створив кілька анімаційних фільмів, у яких він безпосередньо вручну малював зображення, на кожному кадрі фільму. Одними з попередників кольорового ручного малювання кадру за кадром були іспанець Сегундо де Чомон і його дружина Жульєнна Матьє, які були близькими конкурентами Мельєса.
Колорування поступово витіснялося технікою натурального кольору.

## Фізика світла і кольору
Принципи, на яких базується кольорова зйомка, були вперше запропоновані шотландським фізиком Джеймсом Клерком Максвеллом у 1855 році та представлені в Лондонському королівському товаристві в 1861 році. На той час було відомо, що світло містить спектр різних за довжиною хвиль, які сприймаються як різні кольори, оскільки вони поглинаються і відбиваються природними об'єктами. Максвелл виявив, що всі природні кольори в цьому спектрі, які сприймає людське око, можуть бути відтворені за допомогою адитивних комбінацій трьох основних кольорів — червоного, зеленого та синього, — які, при змішувані в рівній кількості, виробляють біле світло.
Між 1900 і 1935 роками було представлено десятки систем природного кольору, хоча лише деякі з них були успішними.

### Адитивний колір
Перші системи кольорів, які з'явилися в кіно, були адитивними системами кольорів. Адитивне забарвлення було практичним, оскільки не було необхідності в спеціальних кольорових плівках. Чорно-білу плівку можна було обробляти та використовувати як для зйомок, так і при проектуванні зображення. Різноманітні додаткові системи спричиняли використання кольорових фільтрів як на кінокамері, так і на проекторі. Адитивний колір додає світло основних кольорів у різних пропорціях до проектованого зображення. Через обмежені просторові можливості запису зображень на плівку, а пізніше і через відсутність камери, яка могла б записувати більше двох стрічок плівки одночасно, більшість перших кольорових систем кінозображення складалися з двох кольорів, часто червоного та зеленого або червоного та синього.
Перша триколірна адитивна система була запатентована в Англії Едвардом Реймондом Тернером у 1899 році. Вона використовувала обертовий набір червоного, зеленого та синього фільтрів для зняття трьох кольорових компонентів один за одним на трьох послідовних кадрах панхроматичної чорно-білої плівка. Готовий фільм проектували через аналогічні фільтри для відновлення кольору. У 1902 році Тернер зняв тестовий відеоматеріал, щоб продемонструвати свою систему, але проектування зображення виявилося проблематичним через точність запису (відповідності) трьох окремих елементів кольору, необхідних для отримання прийнятних результатів. Через рік Тернер помер, так і не встигнувши успішно представити відзнятий матеріал. У 2012 році куратори Національного музею медіа в Бредфорді, Великобританія, скопіювали оригінальну нітратну плівку спеціального формату на чорно-білу 35-міліметрову плівку, яку потім сканували в цифровий відеоформат за допомогою телекінопроектору. Нарешті, цифрова обробка зображень була використана для вирівнювання та об'єднання кожної групи з трьох кадрів в одне кольорове зображення. У результаті ці фільми 1902 року стали доступними для перегляду в повному кольорі.
Використання кольорової зйомки, яка мала комерційний успіх почалося з Kinemacolor, який вперше був продемонстрований у 1906 році. Це була двоколірна система, створена в Англії Джорджем Альбертом Смітом і просувалась першопрохідцем кіно Чарльзом Урбаном The Charles Urban Trading Company у 1908 році. Kinemacolor був використаний для серії фільмів, включаючи документальний фільм «З нашим королем і королевою через Індію», що зображує Делі Дурбар (також відомий як «Дурбар у Делі», 1912), який був знятий у грудні 1911 року. Процес Kinemacolor складався з чергування кадрів спеціально чутливої чорно-білої плівки, експонованих зі швидкістю 32 кадри в секунду через обертовий фільтр в якому відповідно чергувалися червоні і зелені області. Створений фільм проектувався через аналогічні червоні та зелені фільтри, що чергувалися, з однаковою швидкістю. Сприйнятий діапазон кольорів був результатом змішування окремих червоних і зелених зображень, що чергуються.
Вільям Фрізе-Грін винайшов іншу адативну систему кольорів під назвою Biocolour, яку розробив його син Клод Фрізе-Грін після смерті Вільяма в 1921 році. Вільям подав до суду на Джорджа Альберта Сміта, стверджуючи, що процес Kinemacolor порушує патенти його Bioschemes, Ltd.; в результаті патент Сміта було скасовано в 1914 році. І Kinemacolor, і Biocolour мали проблеми з «обідком» або «ореолом» зображення, через те, що окремі червоні та зелені зображення не повністю збігалися.
За своєю природою ці адативні системи були дуже темними. Поглинання задіяними кольоровими фільтрами проекційного світла означало, що лише незначна частина цього світла фактично потрапляла на екран, в результаті чого зображення було тьмянішим за типове чорно-біле зображення. Чим більшим був екран, тим темніше було зображення. З цієї та інших причин до початку 1940-х років від використання адитивних процесів для кінотеатрів майже повністю відмовилися, хоча методи адативності кольорів використовуються в усіх системах кольорового відео та комп'ютерного відображення, навіть сьогодні.

### Субтрактивний колір
Перший практичний процес субтрактивного кольору був представлений Kodak як «Kodachrome», назва, використана через двадцять років для зовсім іншого та набагато більш відомого продукту. Зняті за допомогою фільтра червоні та синьо-зелені матеріали були надруковані на лицьовій та задній частині однієї стрічки чорно-білої дубльованої плівки. Після прояву отримані срібні зображення вибілювали та замінювали кольоровими барвниками, червоними з одного боку та блакитними з іншого. Пари накладанні зображень барвників відтворювали потрібний, але обмежений діапазон кольорів. Першим фільмом Kodak з цим процесом був короткий сюжет під назвою «З приводу $1000» (1916). Хоча їх дубльована плівка стала основою для кількох комерціалізованих процесів двоколірного друку, методи створення зображення та колірного тонування за процесом Kodak, мало використовувалися.
Першим по-справжньому успішним субтрактивним кольоровим процесом була Призма Вільяма ван Дорена Келлі, кольоровий процес, який вперше був представлений в Американському музеї природної історії в Нью-Йорку 8 лютого 1917 року. Призма почалася в 1916 як адитивна система, подібна до Kinemacolor.
Однак після 1917 року Келлі переосмислив цей процес як субтрактивний, створивши за кілька років короткометражні фільми, такі як «Everywhere With Prizma» (1919) і «A Prizma Color Visit to Catalina» (1919), перш ніж випустити такі повнометражні фільми, як документальний фільм «Bali the Unknown» . (1921), «Славетна пригода» (1922) і «Венера південних морів» (1924). Рекламний короткометражний фільм Prizma під назвою «Збирачі сонячного світла» (1921), знятий для Del Monte Foods, доступний на DVD у Treasures 5 The West 1898—1938 Національного фонду збереження фільмів.
Винахід Prizma привів до серії подібних процесів кольорового друку. У цій двопакетній кольоровій системі використовувалися дві стрічки плівки, що проходили через камеру, одна записувала червоне, а друга — синьо-зелене світло. Коли чорно-білі негативи друкували на дубльованій плівці, кольорові зображення потім тонували червоним і синім, створюючи фактично субтрактивний кольоровий друк.
Леон Форест Дуглас (1869—1940), засновник Victor Records, розробив систему, яку він назвав Naturalcolor, і вперше продемонстрував короткий тестовий фільм, знятий 15 травня 1917 року у своєму будинку в Сан-Рафаелі, Каліфорнія. Єдиний повнометражний фільм, який, як відомо, було знято в цьому процесі, «Ловлячи Амура» (1918) — з Рут Роланд у головній ролі та епізодичними ролями Мері Пікфорд і Дугласа Фербенкса — знімали в районі озера Лагунітас в окрузі Марін, Каліфорнія.
Після експериментів з адитивними системами (включно з камерою з двома діафрагмами, однією з червоним фільтром, іншою із зеленим фільтром) з 1915 по 1921 рік доктор Герберт Калмус, доктор Деніел Комсток і механік В. Бертон Вескотт розробили субтрактивну систему кольору для Technicolor. Система використовувала розсіювач променя в спеціально модифікованій камері, щоб посилати червоне і зелене світло на сусідні кадри однієї стрічки чорно-білої плівки. З цього негативу використовувався друк із пропуском (процес при якому видаляються певні кадри фільму, щоб його можна було відтворити з нижчою частотою кадрів за секунду, тоді дія не здаватиметься надто повільною), щоб надрукувати кадри кожного кольору безперервно на плівці з товщиною вдвічі звичайної основи. Обидві роздруківки були хімічно відтінені до приблизно взаємодоповнюючих відтінків червоного та зеленого, потім їх об'єднували спинаю до спини, в одну стрічку плівку. Першим фільмом, у якому застосовувався цей процес, був The Toll of the Sea (1922) з Анною Мей Вонг у головній ролі. Мабуть, найбільш амбітним фільмом, який використовував його, був «Чорний пірат» (1926), головну роль у якому зняв Дуглас Фербенкс.
Пізніше цей процес був удосконалений за допомогою включення барвників, що дозволило перенести барвники з обох кольорових матриць в одну роздруківку, уникнувши кількох проблем, які стали очевидними при об'єднанні останніх, і дозволивши створити кілька роздруківок з однієї пари матриць.
Рання система Technicolor використовувалася кілька років, але це був дуже дорогий процес: зйомка коштувала втричі більше, ніж чорно-біла, а витрати на друк були не дешевшими. До 1932 року зйомка кольорового кіно майже не здійснювалася великими студіями, поки Technicolor не розробила новий прогрес для запису всіх трьох основних кольорів. Використовуючи спеціальний дихроїчний розсіювач променя, оснащений двома 45-градусними призмами у формі куба, призми відхиляли світло від лінзи та розділяли на два шляхи, щоб експонувати кожен із трьох чорно-білих негативів (по одному для запису щільності червоного, зеленого та синього кольорів).
Потім три негативи були надруковані на желатинових матрицях, які також повністю вибілювали зображення, вимиваючи срібло та залишаючи лише желатиновий запис зображення. Отриманий відбиток, що складається з 50 % щільності відбитка чорно-білого негативу для зеленої стрічки запису, включно зі звуковим супроводом, був відбитий і оброблений протравлюючими барвниками, щоб допомогти в процесі просочування. Матриці для кожної стрічки покривали додатковим барвником (жовтим, блакитним або пурпуровим), а потім кожну послідовно об'єднували під високим тиском із приймачем, який вбирав і утримував барвники, які разом відтворювали ширший спектр кольорів, ніж попередні технології. Першим анімаційним фільмом із триколірною системою був «Квіти і дерева» Уолта Діснея (1932), першим короткометражним фільмом у прямому ефірі була «Кукарача» (1934), а першим повнометражним — «Беккі Шарп». (1935 рік).
Gasparcolor, односмугова 3-колірна система, була розроблена в 1933 році угорським хіміком доктором Белою Гаспаром.[17]
Справжній поштовх для кольорових плівок і майже негайний перехід від чорно-білого виробництва майже до повністю кольорового кіноматографу стався через поширеність телебачення на початку 1950-х років. У 1947 році лише 12 відсотків американських фільмів було знято в кольорі. До 1954 року ця кількість зросла до більше ніж 50 відсотків. Зростанню кольорових плівок також сприяла антимонополізація Technicolor на виробництво плівки.
У 1947 році Міністерство юстиції Сполучених Штатів подало антимонопольний позов проти Technicolor за монополізацію кольорової кінематографії (хоча конкуруючі процеси, такі як Cinecolor і Trucolor, широко використовувалися). У 1950 році федеральний суд зобов'язав Technicolor виділити кілька своїх трьохстрічкових камер для використання незалежними студіями та кінематографістами. Хоча це, безумовно, вплинуло на Technicolor, його справжньою загибеллю став винахід Eastmancolor того ж року.

## Кольорова монопакетна плівка

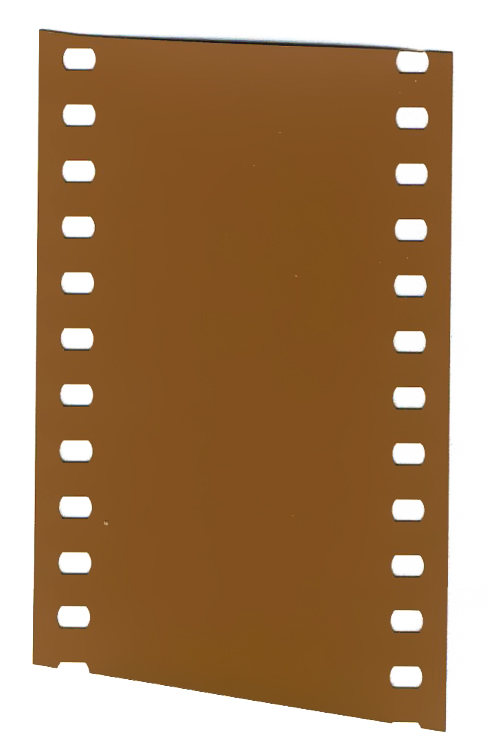
Стрічка непроявленого кольорового негативу 35 мм.

У сфері кінофільмів багатошаровий тип кольорової плівки, який у ширшому контексті зазвичай називають інтегральним трипакетом, уже давно відомий під скороченою назвою монопакет. Протягом багатьох років Monopack (з великої літери) був власним продуктом Technicolor Corp, тоді як monopack (без великої літери) загалом позначав будь-яку з кількох однострічкових кольорових плівок, включаючи різні продукти Eastman Kodak. Eastman Kodak було законодавчо заборонено продавати будь-яку продукцію для кольорових кінофільмів шириною понад 16 мм, зокрема 35 мм, до закінчення так званої «Угоди про монопакет» 1950 року. Після 1950 р. Eastman Kodak вільно виробляв і продавав кольорові плівки будь-якого типу, зокрема моноупаковку кольорових кіноплівок 65/70 мм, 35 мм, 16 мм і 8 мм.
Кольорові плівки Monopack засновані на системі субтрактивного кольору, яка фільтрує кольори від білого світла за допомогою накладених зображень блакитного, пурпурового та жовтого барвників. Ці зображення створюються із записів насиченності червоного, зеленого та синього світла, присутнього в кожній точці зображення, сформованого об'єктивом камери. Субтрактивний основний колір (блакитний, пурпурний, жовтий) — це те, що залишається, коли один із додаткових основних кольорів (червоний, зелений, синій) видаляється зі спектру. Кольорова моноупаковка Eastman Kodak поєднює в собі три окремі шари кольорової емульсії в одній стрічці плівки. Кожен шар записував один із адитивних основ і був оброблений для отримання розфарбованого зображення в комплементарній субтрактивній основі.
Kodachrome був першим комерційно успішним застосуванням монопакетної багатошарової плівки, представленої в 1935 році. Для професійної кінозйомки Kodachrome Commercial на 35-міліметровій перфорованій основі BH була ксклюзивним продуктом Technicolor, так званий «Technicolor Monopack». Подібним чином, для субпрофесійної кінозйомки, Kodachrome Commercial на 16-міліметровій основі був доступний виключно від Eastman Kodak.
Пізня модифікація «Угоди про монопакет», «Угода про накопичення», нарешті дозволила Technicolor економічно виготовляти 16-міліметрові плівки з перенесенням барвника, відомі як «подвійні» плівки 35/32 мм (дві 16-міліметрові плівки на 35-міліметровій основі, яка була спочатку перфорований за специфікацією 16 мм для обох половин, а пізніше був повторно розрізаний на два плівки шириною 16 мм без необхідності повторної перфорації). Ця модифікація також сприяла першим експериментам компанії Eastman Kodak із негативно-позитивною однопакетною плівкою, яка згодом стала Eastmancolor.
Eastmancolor, представлений у 1950 році, був першим економічним процесом Kodak з однострічковим 35-мм негатив-позитивом, вбудованим в одну стрічку плівки. Першим комерційним повнометражним фільмом, у якому використано Eastmancolor, був документальний фільм «Королівська подорож», випущений у грудні 1951 року[. Голлівудські студії чекали, поки в 1952 році з'явиться покращена версія негативу Eastmancolor, перш ніж використовувати його; «Це Cinerama» був першим фільмом, у якому використовувалися три окремі смуги кольорового негативу Eastmancolor. This is Cinerama спочатку був надрукований на Eastmancolor, але його значний успіх зрештою призвів до того, що він був передрукований Technicolor із застосуванням перенесення барвників.
До 1953 року, особливо з появою анаморфотного широкоекранного CinemaScope, Eastmancolor став маркетинговою необхідністю, оскільки CinemaScope був несумісним із тристрічковою камерою та об'єктивами Technicolor. Дійсно, Technicolor Corp стала одним із найкращих, якщо не найкращим, виробником негативів Eastmancolor, особливо для так званих «широких» негативів (5-перф. 65 мм, 8- і 6-перф. 35 мм), але вона віддала перевагу своєму власному 35-міліметровому процесу роздруківки з перенесенням барвника для плівок Eastmancolor із накладом понад 500 принтів.
Technicolor продовжував пропонувати свій запатентований процес просочування барвником для проекційних роздруківок до 1975 року та навіть ненадовго відродив його в 1998 році. Як архівний формат, відбитки Technicolor є одним із найстабільніших процесів кольорового друку, створених на сьогоднішній день, і при належному догляді за роздруківками, вони зберігають свій колір протягом століть. З появою плівок Eastmancolor для позитивного друку з низьким рівнем вицвітання (LPP) кольорова моноупакована плівка, яка належним чином зберігається (при 45 °F або 7 °C і відносній вологості 25 відсотків), не буде вицвітати тривалий час. Кольорова монопакетна плівка до 1983 року, що зберігалася неправильно, може втрати до 30-відсотків зображення вже через 25 років.

## Функціональність

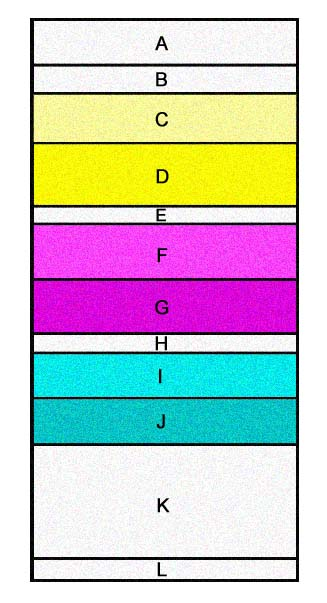
Зображення шарів у шматку проявленої кольорової негативної плівки 35 мм. Після розвитку барвники в шарах, чутливих до синього, зеленого та червоного, змінюють відкриті кристали галогеніду срібла на додаткові кольори (жовтий, пурпуровий і блакитний). Плівка складається з (A) прозорого захисного верхнього шару, (B) УФ-фільтра, (C) «швидкого» синього шару, (D) «повільного» синього шару, (E) жовтого фільтра, який запобігає проходженню синього світла до (F) «Швидкий» зелений шар, (G) «Повільний» зелений шар, (H) Проміжний (підрядний) шар, (I) «Швидкий» червоний шар, (J) «Повільний» червоний шар, (K) Прозорий триацетатну основу та (L) антигаляційну (rem-jet) основу.

Кольорова плівка складається з багатьох різних шарів, які разом створюють кольорове зображення. Кольорові негативні плівки забезпечують три основні кольорові шари: синій шар, зелений шар і червоний шар; кожен складається з двох окремих шарів, що містять кристали галогеніду срібла та барвники. Зображення поперечного перерізу шматка проявленої кольорової негативної плівки показано на малюнку праворуч. Триацетатна основа має товщину 0,005 дюйма, загальна товщина емульсії та інших покриттів становить менше 0,0015 дюйма.
Три кольорові записи складені, як показано праворуч, з УФ-фільтром зверху, щоб невидиме ультрафіолетове випромінювання не потрапляло на кристали галогеніду срібла, які природно чутливі до ультрафіолетового світла. Далі йдуть швидкий і повільний синьочутливі шари, які, при використані, формують приховане зображення. Коли відкритий кристал галогеніду срібла проявляється, він поєднується з зерном барвника свого додаткового кольору. Це утворює «хмару» барвника (як крапля води на паперовому рушнику), і її зростання обмежується сполучниками, що вивільняють інгібітор розвитку (DIR), які також служать для покращення різкості обробленого зображення шляхом обмеження розміру хмар барвників. Хмари барвника, що утворюються в синьому шарі, насправді жовті (кольор протилежний або взаємодоповнюючий до синього). Для кожного кольору є два шари; «швидкий» і «повільний». Швидкий шар містить більші зерна фарби, які більш чутливі до світла, у повільному шарі, більш дрібна зернистість і тому він менш чутливий до світла. Кристали галогеніду срібла природно чутливі до синього світла, тому сині шари знаходяться на верхній частині плівки, а за ними відразу йде жовтий фільтр, який перешкоджає проходженню синього світла до зеленого та червоного шарів і їх змішуваню цих кристалів з експозицією синього кольору. Далі — червоночутливий шар (який утворює ціанові барвники при прояві); і, внизу, зелений чутливий щар, який утворює пурпурні барвники при прояві. Кожен колір розділений желатиновим шаром, який запобігає проявленю срібла в одній плівці від небажаного утворення барвника в іншій. На звороті основа плівки — це шар проти ореолів, який поглинає світло, яке інакше було б слабо відбито крізь плівку цією поверхнею та створювало б ореоли світла навколо яскравих елементів зображення. У кольоровій плівці ця підкладка є «rem-jet», чорним пігментованим нежелатиновим шаром, який видаляється в процесі проявлення.
Eastman Kodak виробляв плівку в рулонах шириною 54 дюйми (1372 мм). Потім ці рулони нарізають на різні розміри (70 мм, 65 мм, 35 мм, 16 мм) за потреби.

## Виробники кольорової плівки для кіно
Кіноплівка, перш за все через підкладку rem-jet, вимагає іншої обробки, ніж стандартна кольорова C-41. Необхідний процес ECN-2, який має початкову стадію з використанням лужної ванни для видалення підкладочного шару. Також є незначні відмінності в решті процесу. Якщо негатив кінофільму пропускати через стандартну ванну проявника кольорової плівки C-41, підкладка rem-jet частково розчиняється та руйнує цілісність проявника та, потенційно, псує плівку.

### Кольорові кіноплівки Kodak
Наприкінці 1980-х років Kodak представила емульсію T-Grain, технологічний прогрес у формі та складі зерен галогеніду срібла у своїх плівках. T-Grain — це таблетне зерно галогеніду срібла, яке дозволяє збільшу загальну площу поверхні, що призводить до більшої світлочутливості з відносно маленьким зерном і більш однорідною формою, що призводить до меншої загальної зернистості плівки. Це створило чіткіші та чутливіші плівки. Технологія T-Grain була вперше застосована в лінійці кольорових негативів кінофільмів Kodak EXR. Це було додатково вдосконалено в 1996 році з лінійкою емульсій Vision, за якою послідували Vision2 на початку 2000-х і Vision3 у 2007 році.

### Кольорові кінофільми Fuji
Компанія Fuji Films також інтегрувала таблетні зерна у свої плівки SUFG (Super Unified Fine Grain). У їхньому випадку зерно SUFG має не лише таблетну форму, воно має шестикутну форму та однакову форму в шарах емульсії. Як і Т-зерно, воно має більшу площу поверхні в меншому зерні (приблизно на одну третину розміру традиційного зерна) для тієї самої світлочутливості. У 2005 році компанія Fuji представила свою продукцію Eterna 500T, першу в новій лінійці передових емульсій із технологією Super Nano-structure Σ Grain Technology.

## Дивитися також
- Плівка типу 135
- Кіноплівка шириною 35 мм
- Кольорова фотографія
- Фотоплівка
- Техніколор